# Тортури

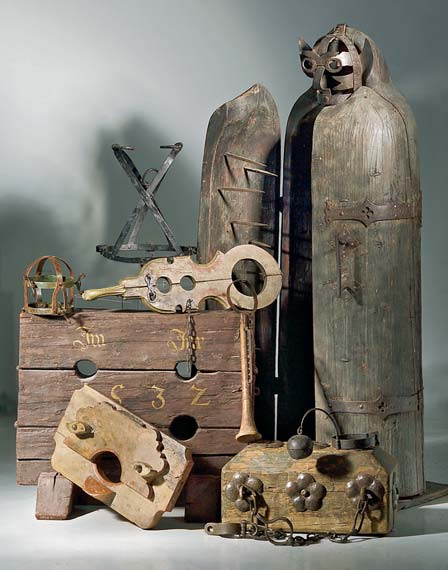
Знаряддя для тортур

Тортури або катування — будь-яка процедура або поводження, що заподіює людині муки і біль, незалежно від обставин і цілей, незалежно від того, чи закінчується покарання цією процедурою або за нею слідує позбавлення людини життя.

## Історія тортур
Застосування тортур відоме з якнайдавніших часів як засіб покарання, залякування і отримання визнань. Зокрема, різноманітні тортури широко застосовувалися в Стародавньому Римі.
В середні віки широке застосування тортур було пов'язане з розшуковою формою кримінального процесу. Тортури часто використовувалися в діяльності Інквізиції. Прикладом таких тортур може бути симуляція втоплення, коли на лице людини лили воду, яка потрапляла до верхніх дихальних шляхів, блокуючи доступ повітря.
У Європі обмеження застосування тортур спостерігається тільки з кінця XVII століття і пов'язане з розповсюдженням гуманістичних ідей Просвітництва. Вже в другій половині XVIII століття ряд провідних держав Європи (наприклад, Австрія, Пруссія) повністю забороняють застосування тортур. У Росії тортури було формально скасовано в 1801 році — раніше, ніж в багатьох європейських державах (хоча вироки до покарання шпіцрутенами, які налічували кілька тисяч ударів виносились і в 40-ві роки 19 століття).
У ХХ столітті тортури знов входять в широке вживання в країнах з тоталітарними, диктаторськими і іншими репресивними режимами. Проте їх застосування ґрунтувалося, як правило, вже не на законі, а на таємних наказах і інструкціях.
В даний час тортури заборонені конституціями і законами практично всіх держав сучасного світу. В деяких випадках застосування тортур визнається міжнародним злочином.

## Тортури в міфології

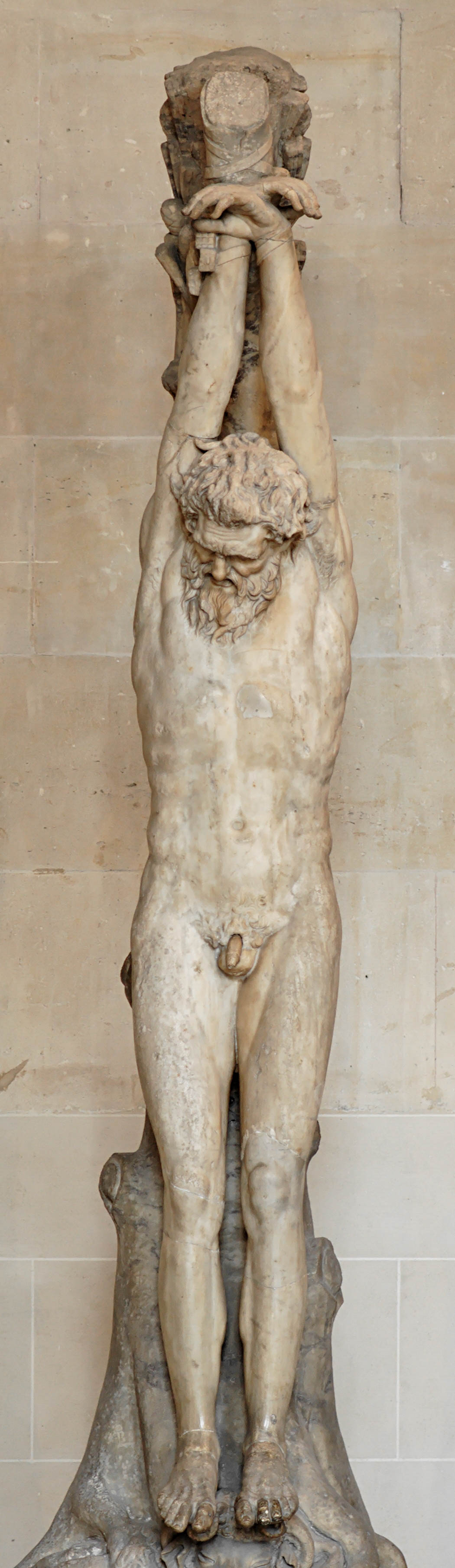
Загибель Марсія

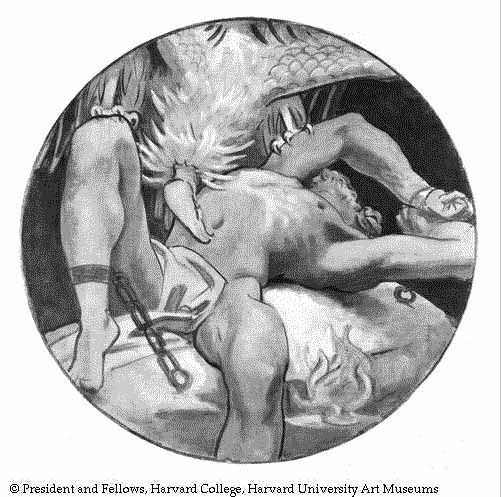
Орел клює Прометея

Відповідно до старогрецького міфу, богиня Афіна винайшла флейту, але відзначивши, що гра на цьому інструменті спотворює особу, вона прокляла свій винахід і закинула його якнайдалі із словами: — Хай же буде жорстоко покараний той, хто підійме флейту! Фригійській сатир Марсій не чув цих слів. Він підійняв флейту і навчився грати на ній. Досягнувши певних успіхів на музичному терені, сатир загордився і викликав на змагання самого Аполлона — незрівнянного виконавця і покровителя музики. Марсій, природно, програв змагання. І тоді Аполлон, покровитель всіх мистецтв, звелів підвісити за руки зухвалого сатира і здерти з нього живого шкіру.
Богиня Артеміда — символ чистоти, невинності і мисливського успіху — під час купання помітила Актеона, що підглядав за нею, і перетворила хлопця в оленя, а потім зацькувала його ж власними собаками. 
Непокірного титана Прометея громовержець Зевс наказав прикувати до скелі, куди щодня прилітав величезний орел терзати його тіло гострими кігтями і дзьобом.
Цар Тантал за свої злочини зазнав такого покарання: стоячи у воді по підборіддя, він не міг угамувати болісну спрагу — вода зникала при першій же спробі напитися, не міг вгамувати голод, тому що соковиті плоди, що висять просто над його головою, неслися вітром, коли він протягував до них руку, і на довершення всього над ним підносилася скеля, готова впасти будь-якої хвилини. Ці тортури стали поняттям, отримавши назву Танталових мук. 
Злочинницю Дирку, дружину суворого царя Фів Лиця, прив'язували до рогів дикого бика.
Епос еллінів рясніє описами повільних і болісних смертей як злочинців, так і праведників, а також різного роду фізичних страждань, якими піддавалися у вигляді покарання люди і титани. Як і міфологія, епос в тому або іншому ступені відображає реальне життя, де замість богів джерелом рукотворних мук виступають люди — що або вдягнулися правом влади, або правом сили.

## Тортури в різних країнах світу
В залежності від країни, популярними були різні види тортур. Так ірландці як правило поміщали жертву під важкий предмет і розчавлювали її. Галли ламали спину, кельти встромлювали шаблю між ребер.
Американські індіанці вставляють в сечовипускальний канал жертви тонку тростинку з дрібними колючками і, затиснувши її в долонях, обертають в різні боки; тортури тривають досить довго і доставляють жертві нестерпні страждання. Такі ж описи тортур дійшли із Стародавньої Греції.
Ірокези прив'язували кінчики нервів жертви до паличок, які обертали і намотували на них нерви; протягом цієї операції тіло сіпається, звивається і буквально розпадається на очах захоплених глядачів. На Філіппінах голу жертву прив'язують до стовпа лицем до сонця, яке поволі вбиває її. В іншій східній країні жертві розпорюють живіт, витягують кишки, засипають туди сіль, і тіло вивішують на ринковій площі.
Гурони підвішували над зв'язаною жертвою труп так, щоб вся мерзота, витікаюча з мертвого тіла, що розкладається, потрапляла на її обличчя, і жертва випускає дух після довгих страждань.
У Марокко і Швейцарії засудженого затискали між двох дощок і розпилювали навпіл.
Єгиптяни вставляли сухі очеретинки у всі частини тіла жертви і підпалювали їх.
Перси — найвинахідливіший у світі народ по частині тортур — поміщали жертву в круглий долблений човен з отворам для рук, ніг і голови, накривали зверху такий же, і врешті решт його живцем поїдали черв'яки.… Ті ж перси розтирали жертву між жорнами або здирали шкіру з живої людини і втирали в оббіловану плоть колючки, що викликало нечувані страждання. Неслухняним або таким, що провинилися мешканкам гарему надрізають тіло в найніжніших місцях і у відкриті рани по краплі закапують розплавлений свинець. Свинець також заливають у вагіну, або роблять з тіла жертви подушечку для шпильок, тільки замість шпильок використовують просочені сіркою дерев'яні цвяхи, підпалюють їх, і полум'я підтримується за рахунок підшкірного жиру жертви.
У Китаї кат міг поплатитися своєю головою, якщо жертва гинула раніше призначеного терміну, який був, як правило, вельми тривалим — вісім або дев'ять днів, і за цей час найвитонченіші тортури змінювали безперервно.
У Сіамі людину, що потрапила в немилість, кидають в загороду з розлюченими биками, і ті пронизують його рогами наскрізь і затоптують на смерть. Король цієї країни примусив одного бунтівника їсти власне м'ясо, яке час від часу відрізували від його тіла. Ті ж сіамці поміщають жертву в сплетений з ліан балахон, і гострими предметами колють його. Після цих тортур швидко розрубують його тіло на дві частини, верхню половину тут же укладають на розжарені до червоності мідні грати. Ця операція зупиняє кров і продовжує життя людини, вірніше за напівлюдину.
Корейці накачують жертву оцтом і, коли вона розпухне до належних розмірів, б'ють по ній, як по барабану, паличками, поки вона не помре.
В Росії поширеним інструментом катування довгий час була диба.
В Україні, зокрема, запорожці застосовували палю (кіл).

## Тортури НКВС
Працівники НКВС у своїх методах дізнання використовували:
- Звуковий спосіб. Двоє слідчих, підступивши до арештанта впритул, кричать йому в обидва вуха в рупори із картону. Арештант приголомшується, іноді втрачає слух[1];
- Припікання шкіри цигаркою[1];
- Світловий спосіб. Різке цілодобове електричне світло в камері або боксі, де міститься арештант, непомірно яскрава лампочка для малого приміщення і білих стін[1].

10 січня 1939 року в усі управління НКВС була відправлена шифрограма «Про застосування заходів фізичного впливу щодо ворогів народу». Документ, який схвалює застосування тортур під час слідства, був підписаний Сталіним особисто. Але тортури широко застосовувалися і раніше. В шифрограмі говорилося, що «застосування фізичного впливу в практиці НКВС було допущено з 1937 року з дозволу ЦК ВКП (б)».
| Шифротелеграмма И.В. Сталина секретарям обкомов, крайкомов и руководству НКВД—УНКВД о применении мер физического воздействия в отношении "врагов народа" 10.01.1939 26/ш Шифром ЦК ВКП(б) СЕКРЕТАРЯМ ОБКОМОВ, КРАЙКОМОВ, ЦК НАЦКОМПАРТИИ, НАРКОМАМ ВНУТРЕННИХ ДЕЛ, НАЧАЛЬНИКАМ УНКВД ЦК ВКП стало известно, что секретари обкомов — крайкомов, проверяя работников УНКВД, ставят им в вину применение физического воздействия к арестованным как нечто преступное. ЦК ВКП разъясняет, что применение физического воздействия в практике НКВД было допущено с 1937 года с разрешения ЦК ВКП. При этом было указано, что физическое воздействие допускается как исключение, и притом в отношении лишь таких явных врагов народа, которые, используя гуманный метод допроса, нагло отказываются выдать заговорщиков, месяцами не дают показаний, стараются затормозить разоблачение оставшихся на воле заговорщиков, — следовательно, продолжают борьбу с Советской властью также и в тюрьме. Опыт показал, что такая установка дала свои результаты, намного ускорив дело разоблачения врагов народа. Правда, впоследствии на практике метод физического воздействия был загажен мерзавцами Заковским, Литвиным, Успенским и другими, ибо они превратили его из исключения в правило и стали применять его к случайно арестованным честным людям, за что они понесли должную кару. Но этим нисколько не опорочивается сам метод, поскольку он правильно применяется на практике. Известно, что все буржуазные разведки применяют физическое воздействие в отношении представителей социалистического пролетариата, и притом применяют его в самых безобразных формах. Спрашивается, почему социалистическая разведка должна быть более гуманной в отношении *заядлых* агентов буржуазии, *заклятых* врагов рабочего класса и колхозников. ЦК ВКП считает, что метод физического воздействия должен обязательно применяться и впредь, в виде исключения, в отношении явных и неразоружающихся врагов народа, как совершенно правильный и целесообразный метод. ЦК ВКП требует от секретарей обкомов, крайкомов, ЦК нацкомпартии, чтобы они при проверке работников НКВД руководствовались настоящим разъяснением. Секретарь ЦК ВКП(б) И. СТАЛИН. |

## Заборона тортур в міжнародному праві
Головним міжнародним актом в області боротьби з тортурами є Конвенція проти тортур і інших жорстоких, нелюдяних або принижуючих гідність видів знущання і покарання, прийнята Резолюцією 39/46 Генеральної Асамблеї ООН 10 грудня 1984 року. До Конвенції приєдналося вже 127 країн. В той же час першим міжнародним актом проти тортур була Конвенція про захист прав людини та основоположних свобод, 1953 року.
Конвенція 1984 року встановила відносно тортур так звану універсальну юрисдикцію. Це означає, що винні в застосуванні тортур можуть кримінально переслідуватися властями будь-якої держави, незалежно від громадянства винних і місця здійснення ними діяння.
Згідно з Римським статутом Міжнародного кримінального суду тортури є злочином проти людяності, якщо вони здійснюються в рамках широкомасштабного або систематичного нападу на будь-яких цивільних осіб (ч. 1 ст. 7), або військовим злочином, коли вони направлені проти осіб або майна, що охороняються згідно з положеннями відповідної Женевської конвенції (ч. 2 ст. 8 Статуту).
Норми про заборону тортур також включені в Загальну декларацію прав людини (ст. 5), Міжнародний пакт про цивільні і політичні права 1966 року (ст. 7), в конвенціях про захист жертв війни, про боротьбу з геноцидом, апартеїдом, рабством тощо.
Для контролю за дотриманням Конвенції 1984 року на основі її статті 17 був створений Комітет проти тортур, який приступив до роботи з 1 січня 1988 року. Засідання Комітету (дві сесії в рік) проходять в Женеві.
26 червня — Міжнародний день на підтримку жертв катувань.

## "Білі" тортури
В Конвенції ООН проти катувань та інших жорстоких, нелюдських або таких, що принижують гідність, видів поводження і покарання під поняттям тортури розуміють також моральне страждання. Оскільки в світовому міжнародному законодавстві немає єдиного визначення моральних страждань, та безпосередньо моральну шкоду важко виявити та визначити ступінь заподіяної моральної шкоди, тому судді та правоохоронні органи звертають увагу лише на фізичні тортури.
"Білі" тортури дістали свою назву через те, що не залишають видимих слідів. При проведенні експертної зустрічі 2019 року «Психологічні методи катувань: перспективи документації, судових процесів та адвокатури», що проходили в Лондоні, експертка Сара Фултон звернула увагу на те, що ЄСПЛ визначив в яких саме випадках можна кваліфікувати психологічні тортури. Проте виділяють "неочевидні" методи психологічних катувань: депривацію сну та сенсорну депривацію , — які не залишають видимих наслідків страждань.
В Україні право на відшкодування моральної шкоди гарантується Конституцією України та Цивільним Кодексом України. 